# Лечебник на иноземцев
«Лечебник на иноземцев» — памятник смеховой литературы XVII столетия. Самоназвание: «Лечебник выдан от русских людей, как лечить иноземцев и их земель людей; зело пристойныя лекарства от различных вещей и дражайших».

## Содержание произведения
Памятник относится к числу пародий, таких как, к примеру, Калязинская челобитная и является переработкой медицинских сочинений. Он состоит из абсурдных рецептов типа «Взять женскаго плясания и сердечнаго прижимания и ладоннаго плескания по 6 золотников, самого тонкаго блохина скоку 17 золотников, и смешати вместо и вложить в ледяную в сушеную иготь и перетолочь намелко железным пестом, и принимать 3 дни не етчи, на тще сердце, в четвёртый день поутру рано, после вечерень, по 3 конопляные чаши, принимать вровень, не переливая, а после того будет принимать самой лехкой прием».

## Бытование памятника
Сочинение появилось в Москве. Об этом свидетельствует тот факт, что в одном из рецептов присутствует москворецкая вода. Причина появления произведения — начавшееся в XVII в. распространение медицины в России вне придворной среды. В это время профессиональными врачами, как и в XVI в., оставались иностранцы, получившие медицинское образование за границей. В народе их деятельность воспринималась с подозрением. Она ассоциировалась с колдовством, ядами и т. д. «Лечебник на иноземцев» отражает общее неприятие иноземных новшеств в народной среде. Рецепты, подобные «Лечебнику на иноземцев» бытовали и в XVIII столетии. Упоминание об одном из них можно встретить в рассказе Н. С. Лескова «Несмертельный Голован».